# Paraíso Travel (serie de televisión)
Paraíso Travel es una serie de televisión colombiana producida por Teleset y Sony Pictures Televisión para RCN Televisión en 2018. Está basada en el libro del mismo nombre del autor colombiano Jorge Franco. Esta protagonizada por Laura Londoño y Sebastián Eslava y con la actuación estelar de Fernando Arévalo , cuenta con la participación antagónica de Carlos Congote. Se estrenó el 15 de enero de 2018  y finalizó el 4 de mayo de 2018. Fue escrita por Lina Arboleda, Andrés Burgos y Erik Leyton.

## Sinopsis
La serie cuenta la historia de Reina Acuña una joven  colombiana que al recibir una desesperada llamada de su mamá, Raquel Zuluaga, decide buscarla por las calles de Medellín, solo para enterarse de que la mujer ha decidido irse a Nueva York para morir allá.
Reina se embarca en un viaje al norte del continente que la llevan a enfrentarse a situaciones complicadas durante la búsqueda de su progenitora en Estados Unidos, comenzando por la negativa a su solicitud de visa, que la lleva a entrar en contacto con una agencia ilegal llamada Paraíso Travel. Durante su viaje, la joven se desprenderá hacia el abismo de las fronteras morales, dispuesta a todo con tal de cumplir sus objetivos y sus sueños que no tienen límites.

## Temas
La producción de RCN relata la historia desde el ‘ideal americano’, para aproximarse al amor a la familia, a los amigos y a la pareja. Las alegrías, tristezas y obstáculos de Paraíso Travel tienen como escenarios las calles de Medellín y Nueva York.
La serie está inspirada tanto en la novela homónima de Jorge Franco como en el largometraje de Simón Brand (2008), del mismo nombre y cuya banda sonora fue interpretada por Fonseca. En ellas se relatan las difíciles decisiones que deben tomar los migrantes ilegales para lograr un mejor futuro en Estados Unidos.

## Reparto
- Laura Londoño - Reina Acuña[6]
- Sebastián Eslava - Marlon Cruz
- Juan Diego Sánchez - Lucas Lalinde Hidalgo
- Katherine Vélez - Raquel Zuluaga
- Christian Tappan - Gonzalo Acuña
- Juan Pablo Posada - Iván
- Sandra Reyes - Cecilia
- Julio Sánchez Coccaro -  Ramón Cruz Martínez
- Aída Morales - Fabiola
- Marcela Benjumea - Leonor
- Carlos Kajú - Paco
- Juana Arboleda - Maritza Carreño Díaz
- Natalia D’Rache - Yina
- Carlos Congote - Jeremy
- Alexis Calvo - El Enano
- David Noreña - Jorge
- Adriana Osorio - Patricia
- David Velez - Amigo de Marlon
- Fernando Arévalo - Guillermo
- Franártur Duque - Simón (Botones Latino)
- Adriana Silva - Adriana
- Vilma Vera - Sonia Ríos